# Hemistola zimmermanni
Hemistola zimmermanni är en fjärilsart som beskrevs av Hedemann 1879. Hemistola zimmermanni ingår i släktet Hemistola och familjen mätare. Inga underarter finns listade i Catalogue of Life.